# Ramnocitrina
Ramnocitrina es un compuesto químico orgánico derivado de kaempferol, su nombre IUPAC es 3,5-dihydroxy-2-(4-hydroxyphenyl)-7-methoxychromen-4-one. Es una monometoxiflavanona que es el 7-metil éter derivado de kaempferol. Tiene un rol como metabolito secundario de plantas. Es una trihidroxiflavona, un miembro de los flavonoles y una monometoxiflavona.

## Síntesis y metabolismo
La ramnocitrina es un metabolito secundario de plantas, es un derivado de kaempferol.

## Actividades químicas y biológicas
Para este compuesto se ha demostrado que produce la inhibición del radical DPPH (1,1-difenil-2-picrilhidrazilo). Además de producir la oxidación cobre-inducida de la lipoproteína de baja densidad LDL con una potencia similar a otro compuesto denominado kaempferol.
Por otra parte, este compuesto es un metabolito secundario de la especie vegetal Heliotropium taltalense, y en un estudio en el que emplearon anillos aórticos de rata Sprague Dawley para ensayos de reactividad vascular ramnocitrina fue capaz de producir un efecto de relajación del anillo aórtico asimismo los extractos de esta planta, por lo que el efecto podría ser atribuido a este compuesto que es uno de los mayoritarios.